# Coca en Ecuador

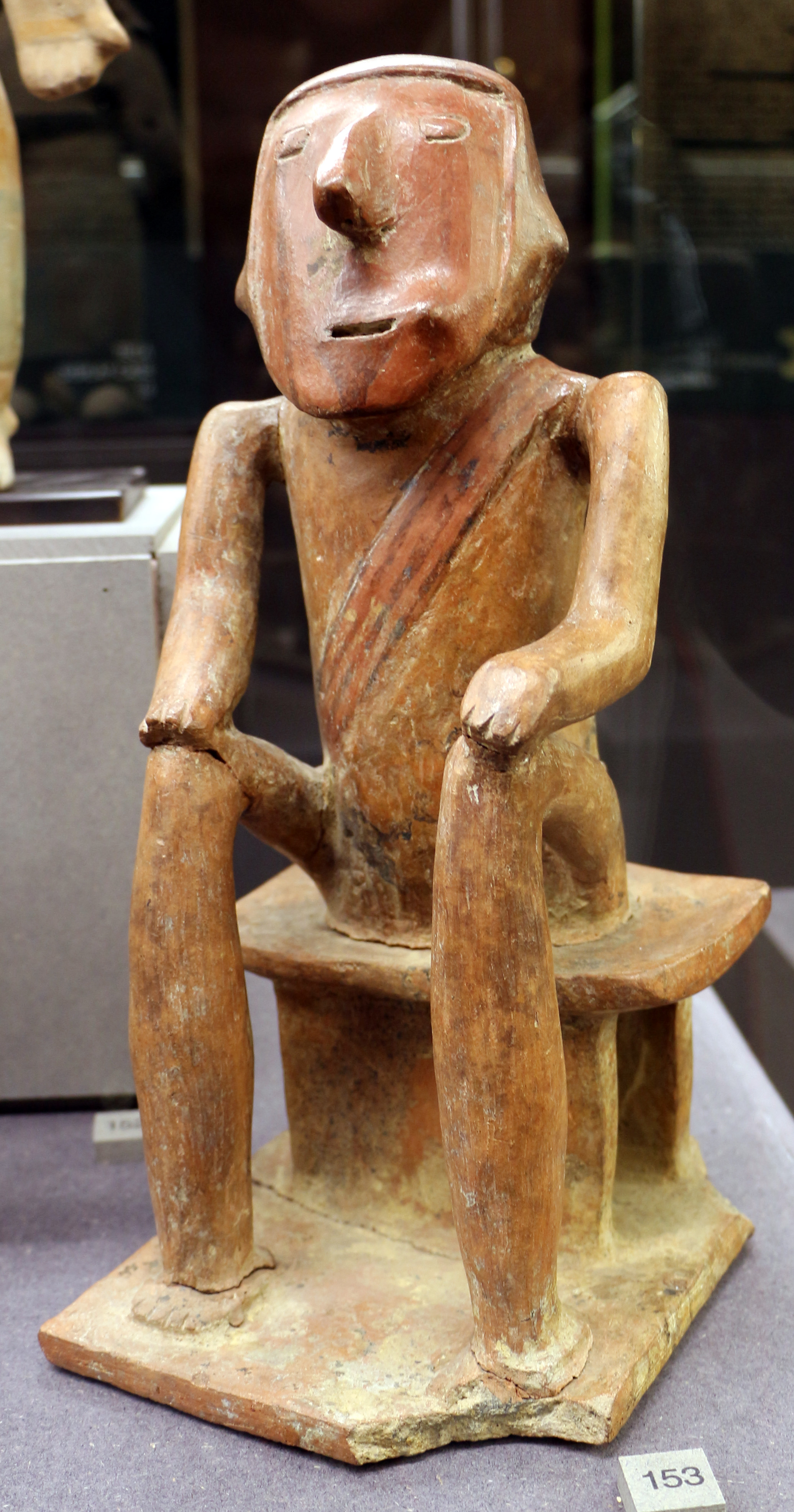
Coquero en cerámica de la cultura Carchi, en la provincia del mismo nombre.

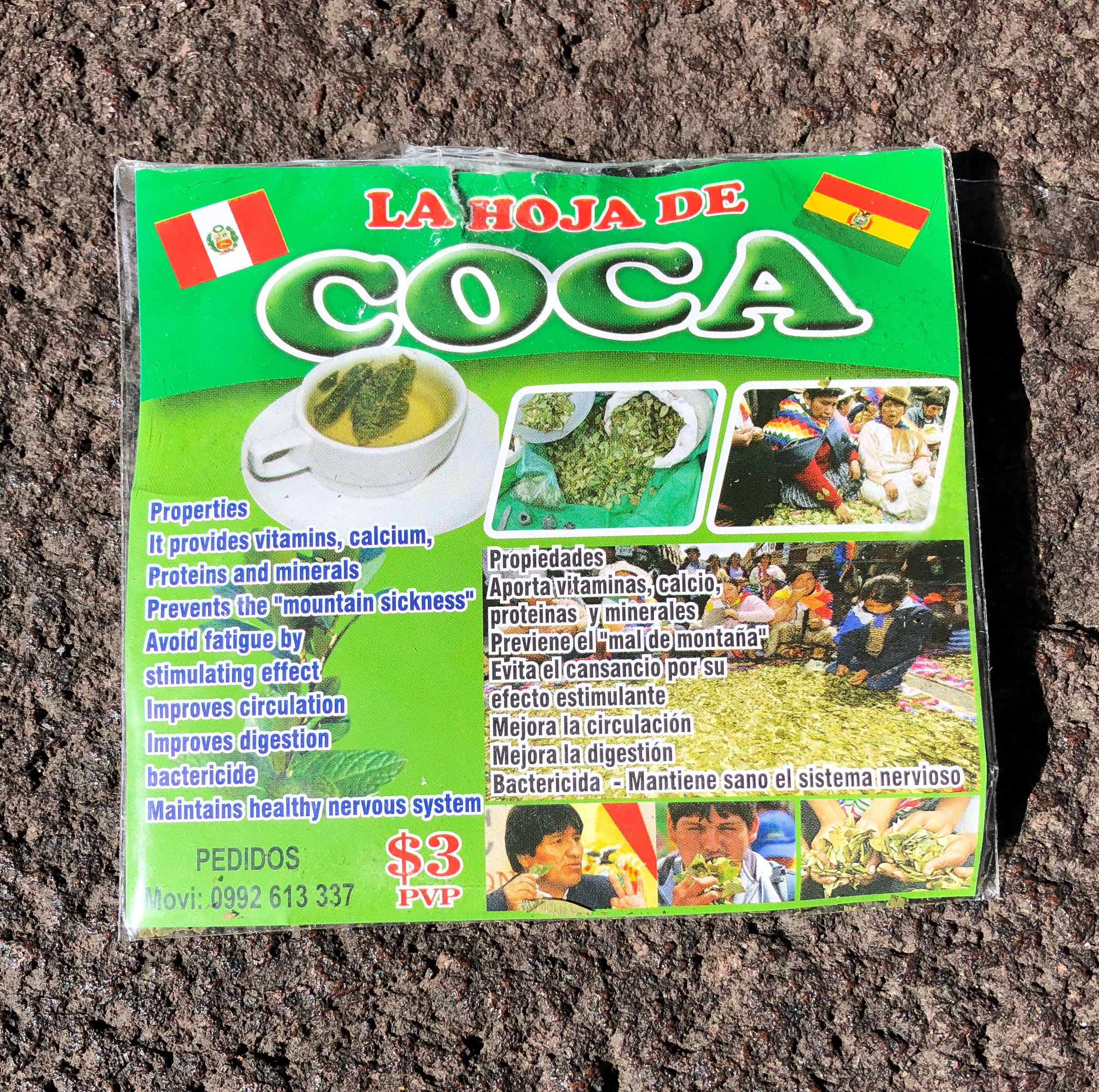
Varios productos en base a la coca elaborados en Bolivia y Perú son ofrecidos en Ecuador.

La coca en Ecuador tiene una historia de cultivo y uso de al menos 6500 años de antigüedad. No obstante, a diferencia de otros países en Sudamérica como en Argentina, Bolivia, Brasil, Colombia, Chile y Perú, el cultivo y uso tradicional de las plantas de la coca (Erythroxylum coca y Erythroxylum novogranatense) al parecer ha desaparecido en el país desde la época colonial.
Diversos investigadores han argumentado que esta ausencia se explica por una combinación de razones como las prohibiciones religiosas y civiles coloniales, el colapso demográfico nativo, la competencia de otros cultivos y la inviabilidad de la minería artesanal en la época colonial.

## Especies
De las más de 230 especies del género Erythroxylum en el mundo, se han identificado 20 en Ecuador, entre ellas las dos especies cultivadas: Erythroxylum coca var. coca y Erythroxylum novogranatense var. truxillense.
De las especies no cultivadas, una investigación publicada en 2022 identificó en la Reserva ecológica Arenillas en la provincia de El Oro a las especies E. glaucum y E. acuminatum. En la provincia de Manabí se ha identificado a la especie E. ruizii. Las hojas de E. gracilipes son utilizadas por sus propiedades relajantes y para tratar afecciones reumáticas en la medicina tradicional de los pueblos kichwa en la parte superior del río Napo en la amazonía.

## Historia

### Arqueología
La evidencia más antigua de uso en Ecuador de la coca proviene del sitio de la cultura Las Vegas en la península de Santa Elena en la costa de la provincia de Santa Elena. La arqueóloga Karen Stothert encontró en unas tumbas algunos contenedores de llipta elaborados a partir de material malacológico, fechados entre los 8850 y 4650 años a. C.
En el sitio Real Alto (3.200-2.800 a. C.) relacionado con la cultura Valdivia (fase 3) se encontraron cajitas de cerámica conteniendo carbonato de calcio, una de las sustancias alcalinas usadas como llipta en el acullico o masticación de la coca.

#### Coqueros

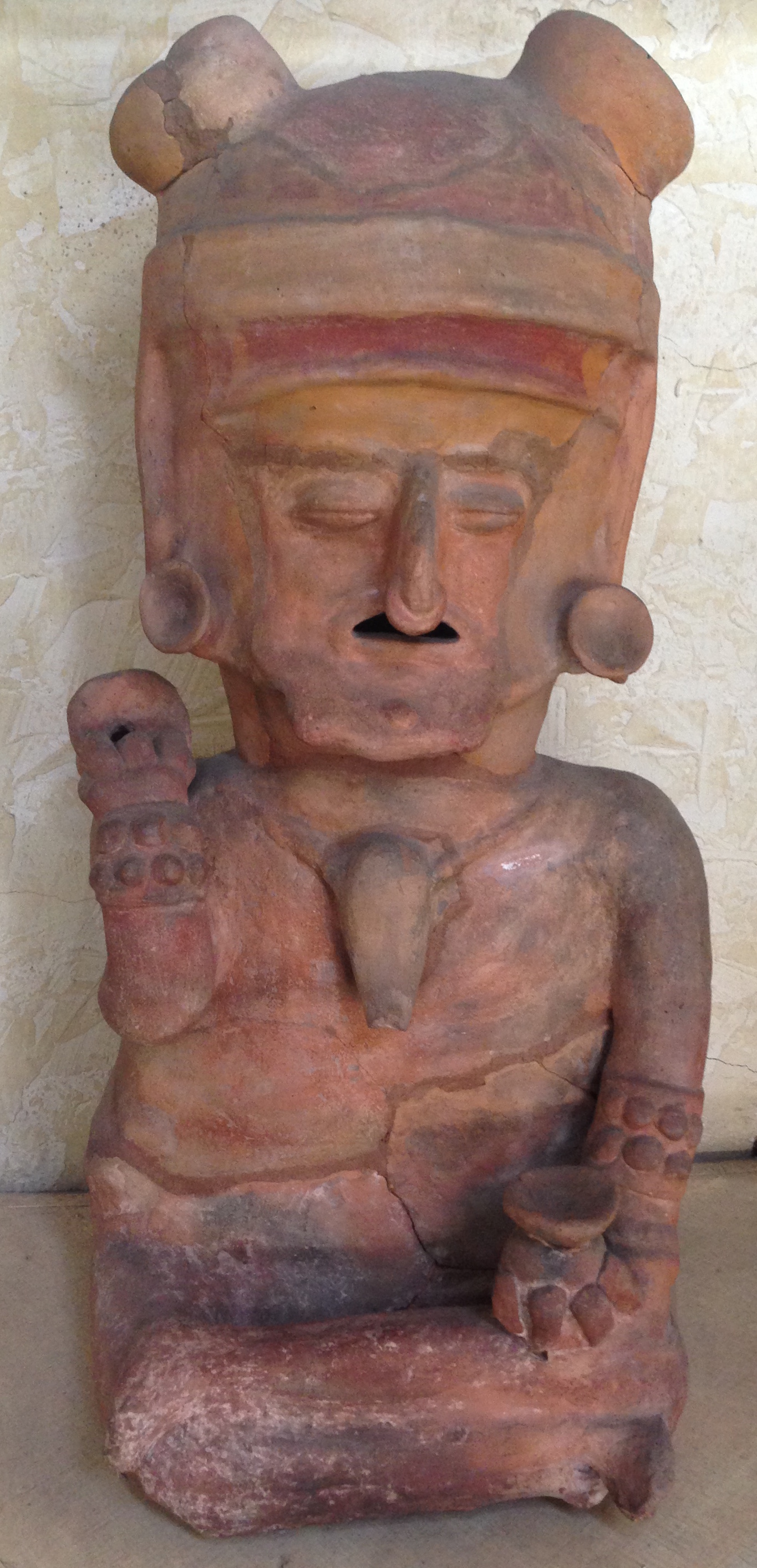
'Chamán' de la cultura bahía chacchando hojas de coca, representado por el bolo en la mejilla derecha y la caja de llipta en la mano izquierda

Una de las categorías más conocidas y mejor documentadas de material cultural ancestral relacionados al uso de la coca en Ecuador es la de las figurillas en cerámica de masticadores de coca conocidas como «coqueros». 
Las evidencias arqueológicas de la cultura chorrera (1500 a 300 a. C.) han mostrado representaciones de coqueros en botellas, cuencos, cajas de llipta y estatuillas antropomorfas. Se han encontrado coqueros de cerámica fechados alrededor del año 500 a. C. en los sitios de la provincia de Carchi.
La cultura bahía (500 a. C.-700 d. C.) también posee estatuillas de sacerdotes y sacerdotisas conocidos como chamanes y chamanesas, representados en el ritual del chacchado de la hoja de coca. Del sitio Los Esteros en el cantón Manta destacan las estatuas humanas más grandes y representativas, los llamados “gigantes”, que se muestran mascando coca y sosteniendo cajas de llipta y espátulas.
En la cultura Jama Coaque (300 a. C. al 1534 d. C.) los coqueros son representados como personajes de élite o sacerdotes vistiendo distintivos tocados en variadas formas y figuras míticas. Al igual que los coqueros de la cultura bahía, en algunas representaciones se identifican las cajas de llipta y las respectivas espátulas.

### Colonia
De acuerdo a la historiadora ecuatoriana Rosario Coronel Feijoó en su libro El valle sangriento : de los indígenas de la coca y el algodón a la hacienda cañera jesuita, 1580-1700 de 1991, en el siglo XVI existían grandes cultivos de coca y algodón en el Valle del Chota ubicado dentro de las provincias de Carchi e Imbabura. Estos territorios eran manejados por señoríos de los pueblos otavalo, cayambes, caranquis y pastos. Según Coronel Feijoó, entre 1550 y 1610 estos señoríos indígenas vivieron un periodo de bonanza, dado por el precio del algodón, el uso de la coca como medio de intercambio para pagar productos traídos desde otros lugares y la utilización de camayocs del pueblo pastos, siendo estos pagados con los productos que cultivaban: coca, ají (Capsicum spp.) y añil (Indigofera suffruticosa).
El visitador y licenciado español Juan de Mañozca y Zamora en sus Autos de la visita a la Audiencia de Quito de 1626 describe para el rey el uso de la hoja de coca por parte de frailes agustinos y dominicos:

Toman, Señor, en estas dos religiones, con grande disolución, la coca, yerba en que el demonio tiene librado lo más esencial de sus diabólicos embustes, la cual los embriaga y saca de juicio, de manera que enagenados totalmente dicen y hacen cosas indignas de cristianos, cuanto más de religiosos. Juzgo que si la Inquisición no mete la mano en esta infernal superstición, se ha de perder esto.

## Cultivos
De acuerdo a un reporte de 2011 de la Oficina de Naciones Unidas contra la Droga y el Delito (UNODOC) los cultivos de coca en Ecuador representaron el 0,04% de la región sudamericana, en donde se estimaron que existían 51 100 hectáreas en promedio de cultivo. El 0,04% de Ecuador equivale a menos de 25 hectáreas de cultivo.
En 2009 se erradicaron 57 765 plantas de coca mientras que en 2010 fueron 3870 plantas, la mayor parte de las cuales se encontraban en la provincia de Esmeraldas. Un estudio publicado en 2020 mostró que existían 700 hectáreas de cultivos hoja de coca en las provincias de Esmeraldas, Carchi y Sucumbíos en la frontera con Colombia.

## Productos derivados
Si bien Ecuador no es un país que produce hojas de coca, si es un país que consume drogas ilícitas como el clorhidrato de cocaína y la pasta base, además de ser un lugar de tránsito de lo producido por Colombia y Perú. En 2021, la Policía Antidrogas capturó 210 toneladas de sustancias ilícitas, siendo el 80 % incautadas en Guayaquil.